# (1636) Porter
(1636) Porter ist ein Asteroid des Hauptgürtels, der am 23. Januar 1950 von dem deutschen Astronomen Karl Wilhelm Reinmuth an der Landessternwarte Heidelberg-Königstuhl der Universität Heidelberg entdeckt wurde.
Benannt ist der Asteroid nach den beiden britischen Amateur-Astronomen Jermain Gildersleeve Porter und John Guy Porter.